# Fenton (Missouri)
Pour les articles homonymes, voir Fenton.
Fenton est une ville du comté de Saint-Louis, dans le Missouri aux États-Unis. Lors du recensement de 2000, la population fut estimée à 4 360 individus. Fenton est la ville natale des pilotes de Nascar Ken Schrader et Rusty Wallace, mais aussi la base arrière de la télévangéliste Joyce Meyer. 
Fenton est autrement nommée « La ville des parcs », en raison de l'immense parc qu'elle possède, notamment réputé pour les pistes cyclables qui l'entourent. 
Garrett Hitzert fut le premier maire de la ville en 1948. Son charisme lui permit de construire les bases de la ville et de lui apporter ses premiers succès. Il mit en place un système de développement d'entité commerciale qui est, encore aujourd'hui, la pièce centrale de la fiscalité de la ville. M. Hitzert fut aussi à l'origine de la création du parc de la ville au sein duquel un petit pavillon a été érigé en son honneur.
Fenton donna son nom à l'orchestre Carl Fenton, nom d'un groupe de danse des années 1920-1930.

## Géographie
Selon le Bureau du recensement des États-Unis, la ville recouvre une zone totale de 16,7 km² dont 15,9 km² de terre et 0,8 km² d'eau (soit 4,66 %).
La topographie de Fenton est caractérisée par la présence de nombreuses collines.

## Démographie
Fenton a une population de 4 360 individus, 1 587 ménages et 1 239 familles résidant dans la ville. La densité de population est de 274,6 habitants par km². Il y a 1 631 logements avec une densité moyenne de 102,7 logements par km².
La composition ethnique de la ville est la suivante : 97,98 % de Blancs, 0,39 % d'Afro-américains, 0,16 % d'Amérindiens, 0,94 % d'Asiatiques, 0,8 % d'Hispaniques et de Latins, le reste de la population étant issu d'autres ethnies ou de mixité ethnique.
Il y a 1 587 ménages avec 35,2 % d'enfants âgés de moins de 18 ans. 68,7 % sont mariés, 6,7 % sont composés de femmes seules, 21,9 % ne disposant pas de famille nucléaire. 18,1 % des ménages ne sont constitués que d'individus isolés et 5,7 % de ces personnes seules sont des personnes âgées de plus de 65 ans.
La taille moyenne de chaque foyer est de 2,72 personnes et la taille moyenne de chaque famille est de 3,11 personnes.
Au sein de cette ville, la population est répartie de la manière suivante : 25,5 % des individus ont moins de 18 ans, 7,5 % ont entre 18 et 24 ans, 26,8 % entre 25 et 44 ans, 29,1 % entre 45 et 64 % et 11,1 % 65 ans ou plus. L'âge moyen de cette population est de 40 ans. Il y a en moyenne 96,5 hommes pour 100 femmes. Pour 100 femmes âgées de 18 ans et plus, il y a 92 hommes.
Le revenu annuel moyen de chaque foyer est de 74 708 dollars et le revenu annuel moyen par famille est de 80 536 dollars. Les hommes ont un revenu annuel moyen de 56 425 dollars et 34 514 pour les femmes. Le revenu par tête est de 29 658 dollars. 0,6 % des familles et 2,1 % de la population de cette ville sont en dessous du seuil de pauvreté, dont 1,8 % ont moins de 18 ans et 3,8 % ont plus de 65 ans.